# Darold Williamson
Darold Williamson (nacido el 19 de febrero de 1983 en San Antonio, Texas) es una atleta estadounidense que ganó una medalla de oro en los 4 x 400 metros de relevo en los Juegos Olímpicos de Atenas 2004.  
Williamson compitió en los 4 x 400 metros de relevo en los Juegos Olímpicos de Atenas 2004 en Atenas.  En 2005 se graduó de la Universidad de Baylor en Waco, Texas, donde ganó por tres años consecutivos (2001-2003) el campeonato Big 12 Conference en los 400 metros.  Williamson impuso un nuevo récord personal de 44.27 segundos en los 400 metros en las semifinales del campeonato de la NCAA en 2005. En 2001 Darold Williamson se graduó de  la Preparatoria Business Careers en San Antonio, Texas.  Darold estaba en el programa Foster Care del estado de Texas.